# Cosmorhoe piceata
Cosmorhoe piceata là một loài bướm đêm trong họ Geometridae.